# راه‌بر

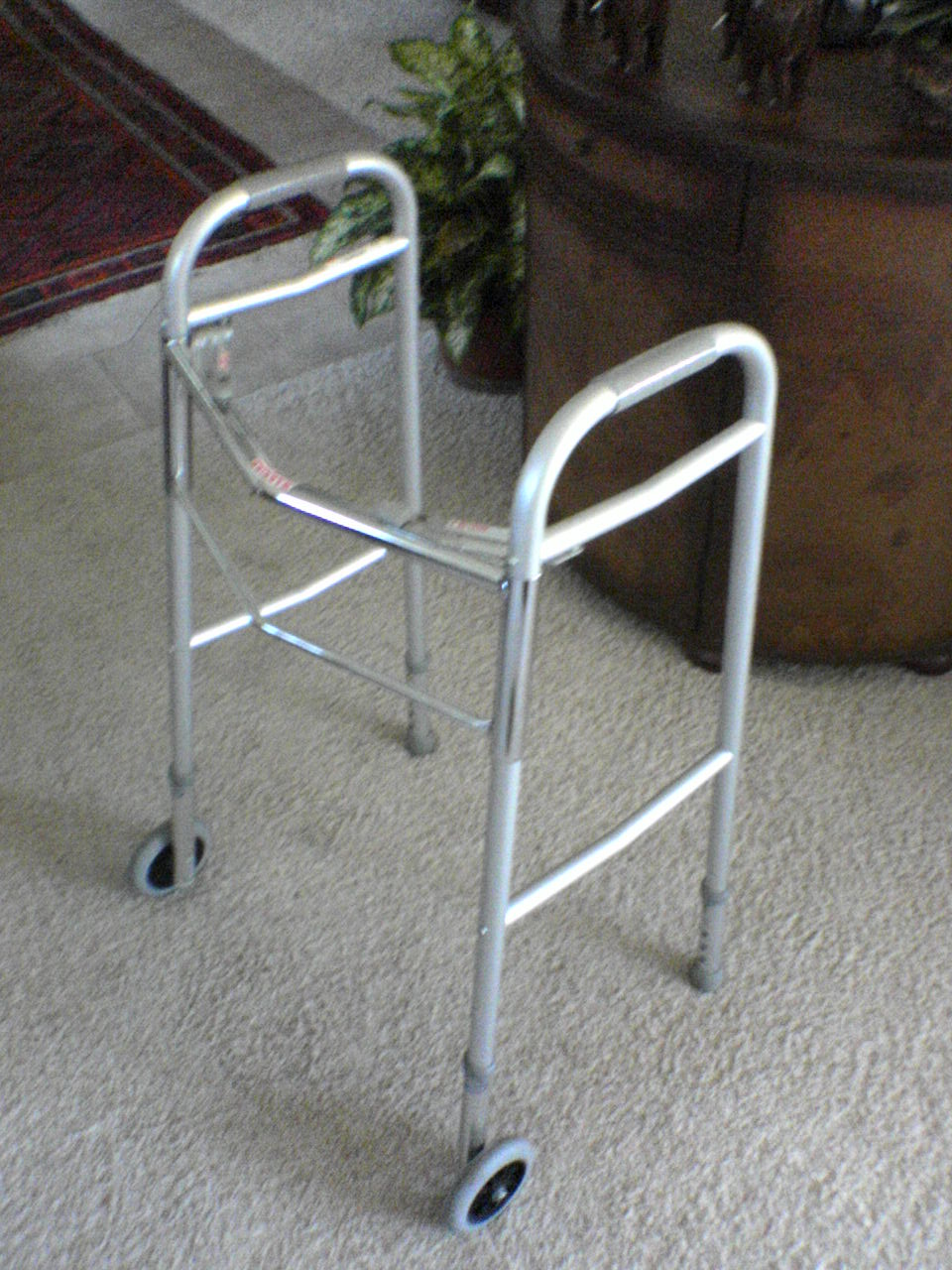
یک راه‌بر با چرخ جلو.

راه‌بر یا گام‌یار یا روروک پزشکی، که در زبان انگلیسی به آن واکر می‌گویند (انگلیسی: Walker)، ابزاری برای افراد معلول یا مسن است که به منظور حفظ تعادل خود در زمان راه رفتن، به کمک نیاز دارند. 

## واژه شناسی
"روروک" در تداول عامه، مخفف واژه "راه روک" است.

## نگارخانه

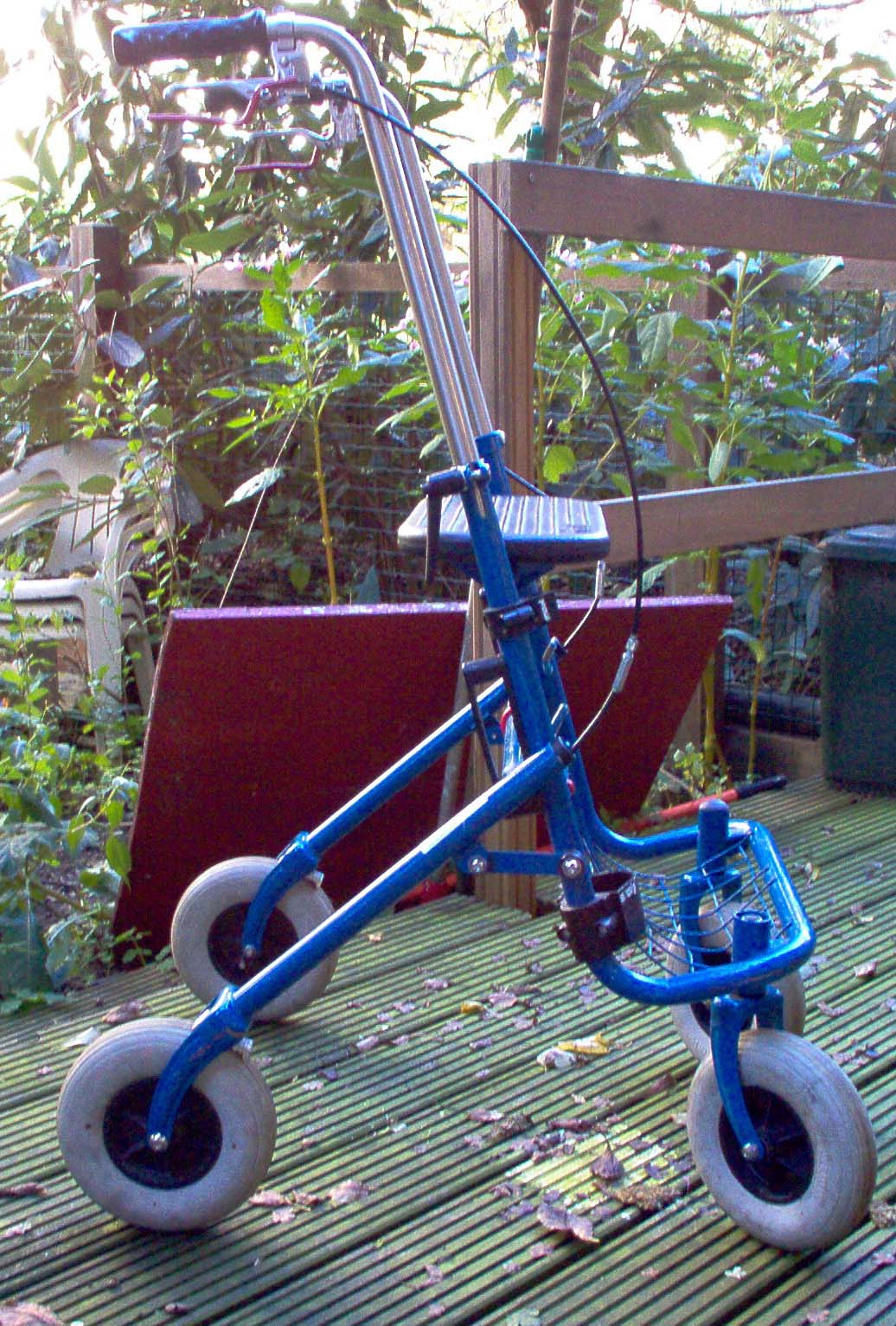
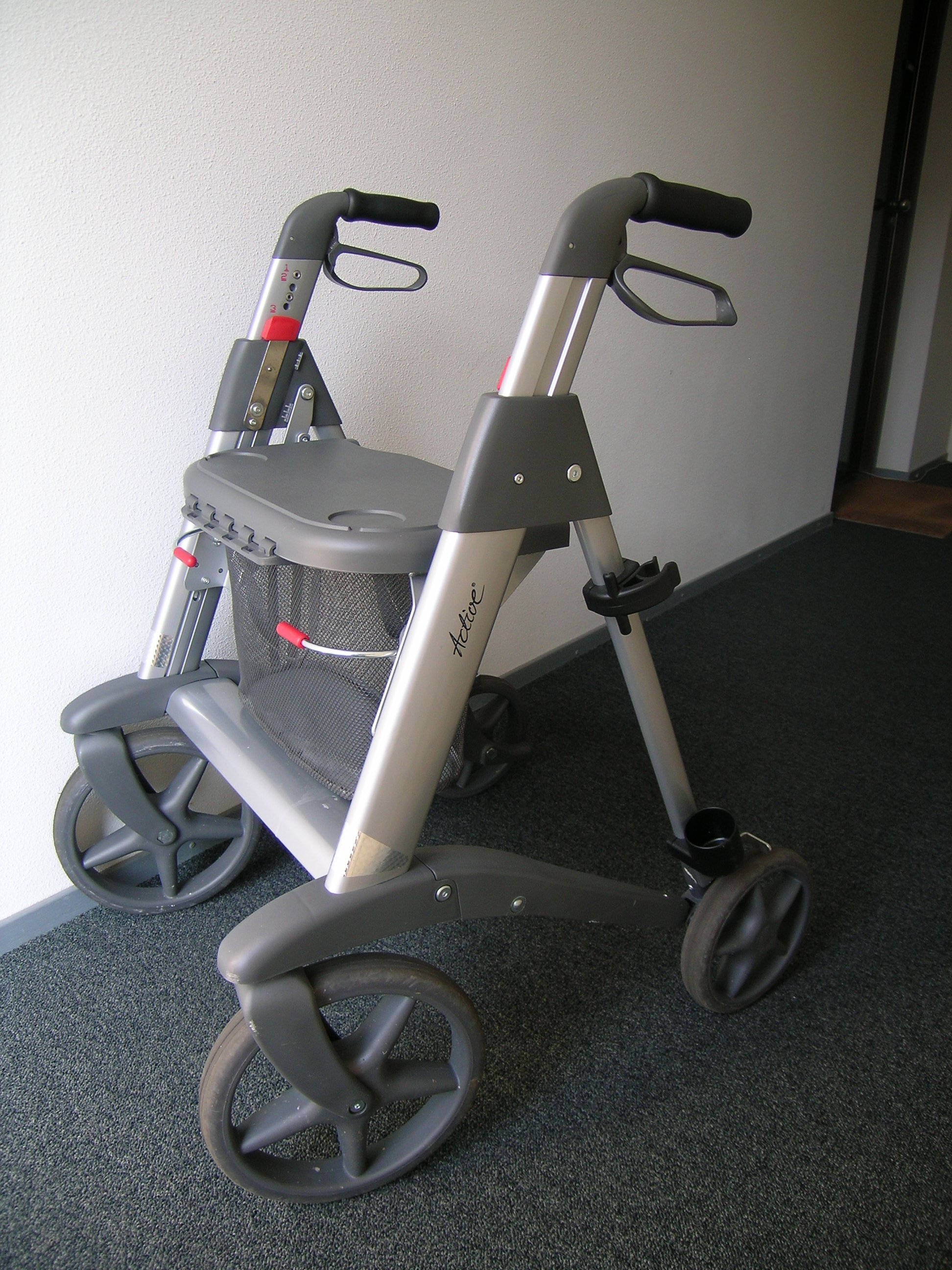